# Альтарош, Аженор
Мари́-Мише́ль Ажено́р Альтаро́ш (фр. Marie Michel Agénor Altaroche; 1811—1884) — французский поэт, журналист и политик.

## Биография
Мари-Мишель Альтарош родился 18 апреля 1811 года в Иссуаре в семье адвоката, предназначавшего его к юриспруденции.
Альтарош обучался в Париже, когда Июльская революция подвинула его к журналистике. Сначала сотрудник республиканских газет, он в 1834 году работал и в «Le Charivari», где позднее стал главным редактором, с 1837 по 1848 год.
Его статьям, всегда полным остроумия и юмора, иногда содержащим небольшие, но прекрасные образцы политической сатиры, «Le Charivari» обязан большею частью своего блестящего успеха. В это время он написал также: «Chansons» (2 т., 1835—36), «Contes démocratiques» (1837), «Aventures de Victor Augrol» (2 т., 1838), подражание «Приключениям Фоблаза», «La réforme et la révolution» (1841).
При содействии других авторов он написал несколько театральных пьес; так, вместе с Лорансеном — «Лесток, или Возвращение из Сибири» (фр. Lestocq ou le retour de Sibérie, в одном действии, 1836), с Молери — «Коррехидор из Памплоны» (фр. Le corrégidor de Pampélune, 1843) и др.
Из его ранних произведений следует заметить сатиру в стихах «La chambre et les écoles» (1831).
Назначенный временным правительством в 1848 году правительственным комиссаром в департамент Пюи-де-Дом, он своею умеренностью приобрел многих друзей и избран почти единогласно депутатом в законодательное собрание, где он в большей части принципиальных вопросов присоединился к умеренной левой. С 1849 года он устранил себя с политической арены и руководил разными театральными предприятиями — в 1850—1852 «Одеоном», затем «Folies-Nouvelles», a затем театром Дежазе (Théatre Déjazet).
Мари-Мишель Альтарош скончался 13 мая 1884 года во Франции.